# Lễ hội tôn giáo

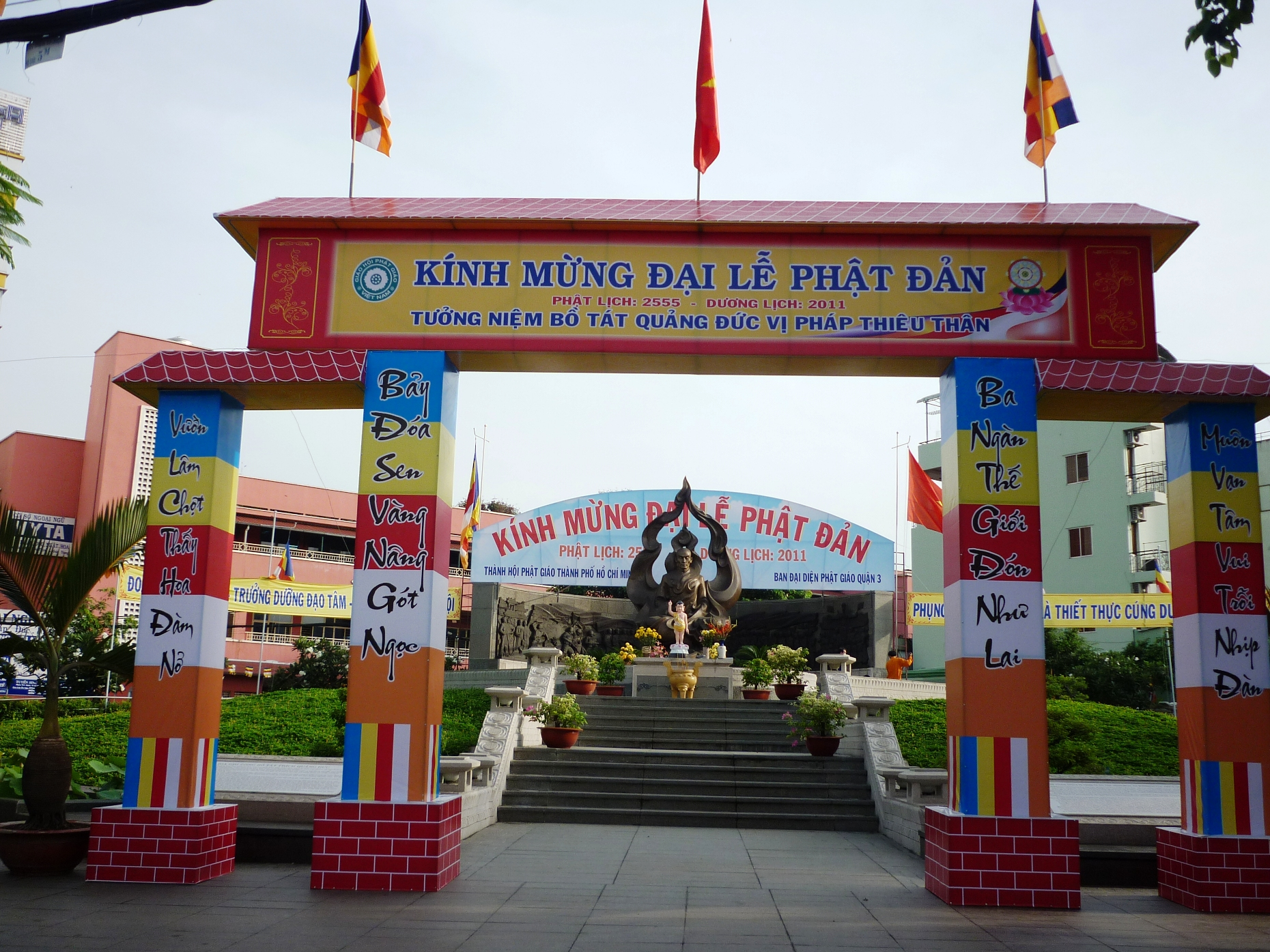
Chào mừng Lễ Phật Đản ở Quận 3 năm 2011

Lễ hội tôn giáo (Religious festival) là thời điểm có tầm quan trọng đặc biệt được ghi dấu từ những người theo tôn giáo của họ. Các lễ hội tôn giáo thường được tổ chức theo chu kỳ lặp lại trong một năm dương lịch hoặc âm lịch hoặc theo năm của tôn giáo đó. Vào thời La Mã cổ đại, Lễ hội (feriae) là một phần quan trọng trong đời sống tôn giáo ở La Mã trong cả thời kỳ Cộng hòa La Mã và Đế chế La Mã, và là một trong những đặc điểm chính của lịch La Mã. Feriae ("ngày lễ" theo nghĩa là "ngày thánh") có thể là ngày công cộng (publicae) hoặc chỉ là sự riêng tư (privatus). Các ngày lễ của triều đình được người dân La Mã tổ chức và nhận được tài trợ công khai. Feriae privatae là các ngày lễ được tổ chức để tôn vinh các cá nhân hoặc gia đình. Học giả thế kỷ thứ I trước Công nguyên Varro định nghĩa Feriae là "những ngày được định ước vì cái sự lợi lạc của các vị thần thánh". 

## Các tôn giáo
Nhà thơ Ovid có một bài thơ tả nguồn gốc của các lễ hội từ tháng 1 đến tháng 6 vào thời điểm Augustus. Vì kết thúc vào tháng 6, nên người ta biết ít hơn về các lễ hội của người La Mã vào nửa cuối năm, ngoại trừ Saturnalia, một lễ hội tôn giáo tôn vinh Saturn vào ngày 17 tháng 12 và mở rộng với các lễ kỷ niệm cho đến ngày 23 tháng 12. Có lẽ là lễ hội thịnh hành nhất của người La Mã, một số phong tục của lễ hội, chẳng hạn như tặng quà và thắp nến, được cho là đã ảnh hưởng đến các lễ kỷ niệm Lễ Giáng sinh. Lễ kỷ niệm đối thoại liên tôn, Lễ hội Đức tin đầu tiên được tổ chức tại Louisville, Kentucky, và vào năm 1998, Thượng nghị sĩ Wendell Ford đã thông qua một nghị quyết tại Quốc hội Hoa Kỳ "để bày tỏ quan điểm của Thượng viện rằng Lễ hội Đức tin Louisville nên được khen ngợi và nên trở thành hình mẫu cho các lễ hội tương tự ở các cộng đồng khác trên khắp Hoa Kỳ". 
Lễ hội Nhật Bản và lễ hội Barua thường liên quan đến văn hóa Phật giáo, cũng như lễ hội chùa được tổ chức theo kiểu như hội chợ tại các ngôi chùa Phật giáo ở các quốc gia như Thái Lan. Các đặc điểm của lễ hội Tây Tạng mang đậm sắc thái Phật giáo Mật tông có thể bao gồm điệu múa Cham truyền thống, đây cũng là một đặc điểm của một số lễ hội Phật giáo ở Ấn Độ và Bhutan. Nhiều lễ hội của Nepal là lễ hội tôn giáo liên quan đến Phật giáo. Ngày nay, cộng đồng Phật giáo trên thế giới có chung kỷ niệm về Lễ Phật Đản (Vesak) được tổ chức từ 8 đến 15 tháng 4 (âm lịch) theo từng quốc gia. Trong đó, Đại lễ Vesak hay Đại lễ Phật đản Liên Hiệp quốc (International Vesak summit) đã được Đại hội đồng Liên Hợp quốc đã thông qua Nghị quyết số 54/115 ngày 15 tháng 12 năm 1999 có tiêu đề "Công nhận quốc tế Ngày Vesak tại Trụ sở chính của Liên hợp quốc và các văn phòng khác của Liên hợp quốc", kêu gọi kỷ niệm ngày này hàng năm tại Trụ sở chính Liên hợp quốc, ở New York, UNESCO và các văn phòng khác của Liên hợp quốc trên toàn thế giới. Các lễ kỷ niệm quốc tế bắt đầu kể từ năm 2000 bao gồm lễ Vesak đầu tiên tại Liên hợp quốc (New York) vào ngày 15 tháng 5 năm 2000. Có ba mươi bốn quốc gia tham dự đến năm 2025 tổ chức tại Thành phố Hồ Chí Minh là lần thứ 20. Trong số các lễ hội tôn giáo lớn của Hồi giáo là Eid ul-Adha, Eid ul-Fitr và Ramadan. Parwanaya là lễ hội lớn nhất của cộng đoàn người Mandaean. Đạo Baháʼí có mười một ngày lễ, là những ngày kỷ niệm quan trọng trong lịch sử của tôn giáo này. Các lễ hội lớn đạo Sikh (Tích Khắc giáo) bao gồm Guru Nanak Gurpurab, Guru Gobind Gurpurab, Maghi, Punan, Sangdhar và Vaisakhi.